# Clinical Practice in Pediatric Psychology
Clinical Practice in Pediatric Psychology est une revue scientifique trimestrielle à comité de lecture créée en 2013 et publiée par l'Association américaine de psychologie, au nom de la Society of Pediatric Psychology (Division 54 de l'APA). Elle publie des articles en lien avec la psychologie pédiatrique. Ses rédacteurs en chef ont été Jennifer Shroff Pendley (Nemours Alfred I. duPont Hospital for Children, Delaware) jusqu'en 2017 et Jennifer Verrill Schurman, psychologue au Children's Mercy Hospital, Kansas City, depuis lors. 

## Recensions
La revue est indexée par PsycINFO. 